# Castell de Miralles (Tremp)

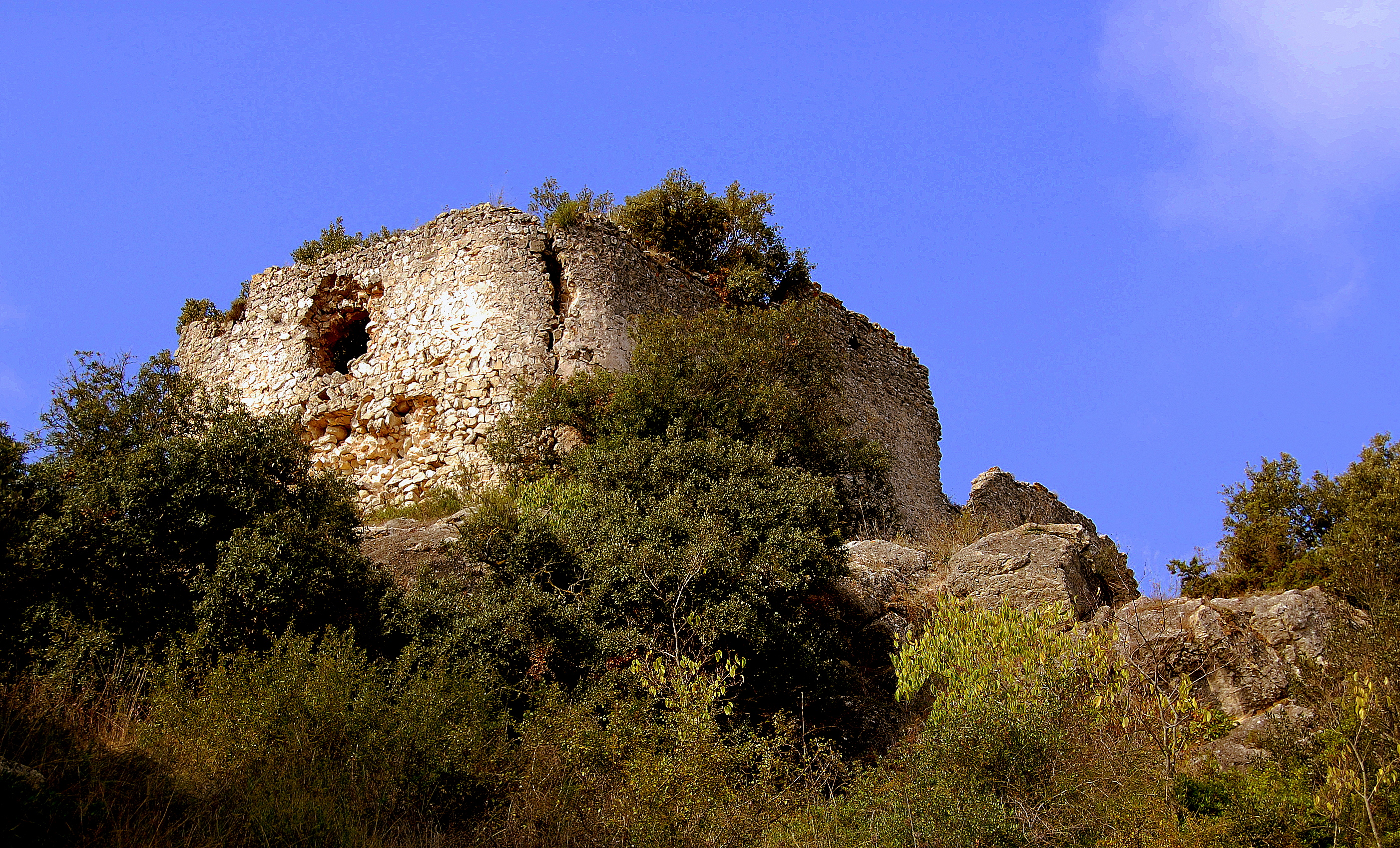
Castell de Miralles.

El  Castell de Miralles era un castell medieval, d'època romànica, del poble desaparegut del mateix nom al terme municipal de Tremp, dins de l'antic terme d'Espluga de Serra. El primer esment escrit data del 837.documentat des de l'any 837. Prop seu, al nord, hi ha les ruïnes del despoblat de Miralles i de l'església de Santa Maria de Miralles.
El castell de Miralles, amb el poble del mateix nom, foren el centre administratiu de la vall, que comprenia tot de llocs documentats, alguns dels quals encara existeixen avui dia: el Riu, el Taxo, Tamúrcia, amb la Torre, Llastarri, Corbins, la Paül, la Paduleta, l'Espinalb, etcètera. Era clau en el control de les comunicacions per la Serra de Sant Gervàs.
Per la situació estratègica i pel terme que en depenia, Miralles fou molt disputat, ja des del segle ix. Els castlans de Miralles adoptaren aquest cognom, i emparentaren amb els Vilamur i els mateixos Comtes de Pallars Sobirà. Al segle xii formava part dels dominis de la baronia d'Erill. Hi fou establerta la baronia de Miralles, que era un títol privatiu per als abats d'Alaó.
Queden algunes restes del castell, com els fragments de murs de la torre quadrada i algunes parets del recinte exterior de la fortificació, que s'adapta al relleu del lloc. Els carreus són petits, de pedra calcària, procedent de la mateixa muntanya on es dreçava aquest castell. Es pot datar aquesta construcció en el segle xi.